# Štit
 Ovo je glavno značenje pojma Štit. Za druga značenja pogledajte Štit (razdvojba).
Štit je obrambena naprava, koju nosi vojnik. Može biti napravljen primjerice od drva, kože ili metala. Opće pravilo je da je blago izbočena ploča. Služi za za zaštitu tijela od neprijateljskih projektila (strijele i koplja) i oružja za blisku borbu kao primjerice mača.
Štit spada među nastarija obrambena oružja. Vojnici faraona i Sumerani su bili opremljeni sa štitovima.
U srednjem vijeku štitovi su bili su oslikani grbovima.
S uvođenjem vatrenog oružja štitovi gube svoje značenje u borbi. U današnje vrijeme posebno policijske jedinice koriste štitove od odgovarajuće otporne i prozirne plastike.